# Senarclens
Senarclens är en ort och kommun i distriktet Morges i kantonen Vaud, Schweiz. Kommunen har 490 invånare (2023).